# Irobe Katsunaga
Irobe Katsunaga (色部 勝長?; 1493? – 7 febbraio 1569) è stato un samurai giapponese del periodo Sengoku servitore del clan Uesugi.
Servitore d'alto rango del clan Uesugi, Katsunaga fu uno dei Kita-Echigo no Kokuninshu (北越後の国人衆?; patrioti del nord Echigo) ed era uno degli uomini più rispettati di Uesugi Kenshin. Fu in azione nella quarta battaglia di Kawanakajima nel 1561, nella battaglia di Sano nel Kozuke del 1563 ed in molte altre. Per la sua condotta nella battaglia di Kawanakajima gli fu garantito il castello di Hirabayashi.
Katsunaga morì tentando di sedare la rivolta improvvisa di Honjō Shigenaga nel 1569.
Tra i suoi figli ricordiamo Irobe Akinaga e Irobe Nagazane.